# Cuerpo de Bomberos de Ancud
El Cuerpo de Bomberos de Ancud es un cuerpo de bomberos de la República de Chile y una institución chilena sin fines de lucro fundado el 12 de febrero de 1856 con el objetivo de constituirse como cuerpo de bomberos voluntario en la zona norte de la Provincia de Chiloé. El Cuerpo de Bomberos está dividido en 5 compañías y un Orfeón Instrumental, y su cuartel general se ubica en la Calle Eleuterio Ramíez #210.
Es el segundo cuerpo de bomberos en constituirse en el país luego de Valparaíso.

## Compañías

### Primera Compañía
Fundada el 15 de febrero de 1856 bajo el lema de Unión y Sacrificio.

## Monumento Histórico
El 22 de junio de 2005, una colección de objetos históricos del cuartel de Ancud fueron declarados Monumento Nacional en la categoría de Monumento Histórico. El edificio fue construido en 1900.